# Joy Leutner
Joy Leutner –nacida Joy Hansen– es una deportista estadounidense que compitió en triatlón. Ganó dos medallas de bronce en el Campeonato Mundial de Triatlón en los años 1990 y 1995.

## Palmarés internacional
| Campeonato Mundial | Campeonato Mundial       | Campeonato Mundial | Campeonato Mundial |
| Año                | Lugar                    | Medalla            | Prueba             |
| ------------------ | ------------------------ | ------------------ | ------------------ |
| 1990               | Orlando (Estados Unidos) | Medalla de bronce  | Individual         |
| 1995               | Cancún (México)          | Medalla de bronce  | Individual         |